# Ran
För andra betydelser, se Ran (olika betydelser).

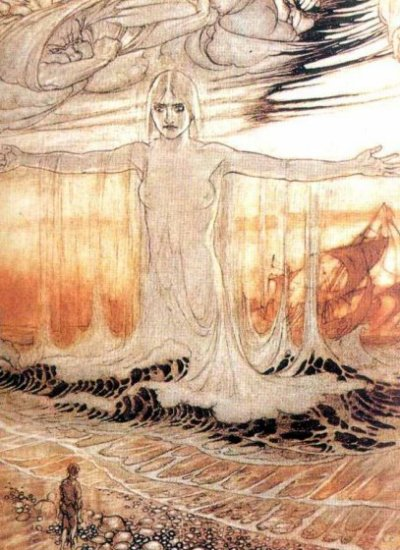
Rán av Arthur Rackham (1911).

Ran (isländska Rán "rån") är i nordisk mytologi havsdjupets gudinna, gift med jätten Ägir. Ran fångar in drunknade personer med sitt stora nät och låter dem vistas i sina salar på havets botten. Ran lånade ut sitt nät till Loke, som använde det till att fånga dvärgen Andvare. 
Talesättet att "klättra ner i Rans säng" är en kenning för att drunkna.  Ran kallas i bland annat Fritiofs Saga också för Rana. I senare folktro kallades hon för Havsfrun och sägner om henne levde kvar in på 1900-talet.

## Nio döttrar
Ran och Ägir har nio döttrar, vilka alla har namn efter olika slags vattenvågor. Dessa räknas upp på två ställen i Skáldskaparmál i Snorres Edda:
1. Himingläva (Himinglæva), som betyder "Himmelklara".
2. Dufa (Dúfa), som kan betyda "duva", men är även ett slags våg.
3. Blodughadda (Blóðughadda), som betyder "Hon med blodigt hår.
4. Hefring, som betyder ”den som häver sig”
5. Unn (Unnr).
6. Hrönn. ”Rann” - bölja
7. Bylgja, som på isländska betyder bölja.[5]
8. Båra (Bára), som bland annat kan vara en tsunami, eller Dröfn, som betyder "vågtopp".
9. Kolga (Kólga)

## Platsnamn
På Skandinaviens västkust finns ett antal platser som var och är uppkallade efter Ran. 
- Ranrike - Ett rike som inbegrep norra Bohuslän och södra Oslofjorden.
- Ranheim - Var en kultplats från folkvandringstiden till kristnandet av Norge, nu ett område i Trondheim
- Möjligen Ransäter (första gången omnämnt som Ranesetther), men kan komma av ett äldre namn på Ranån, Rann bildat till hronn, 'bölja'.[6]
- Rantorget - Ett torg i stadsdelen Gårda, Göteborg.

## Bilder

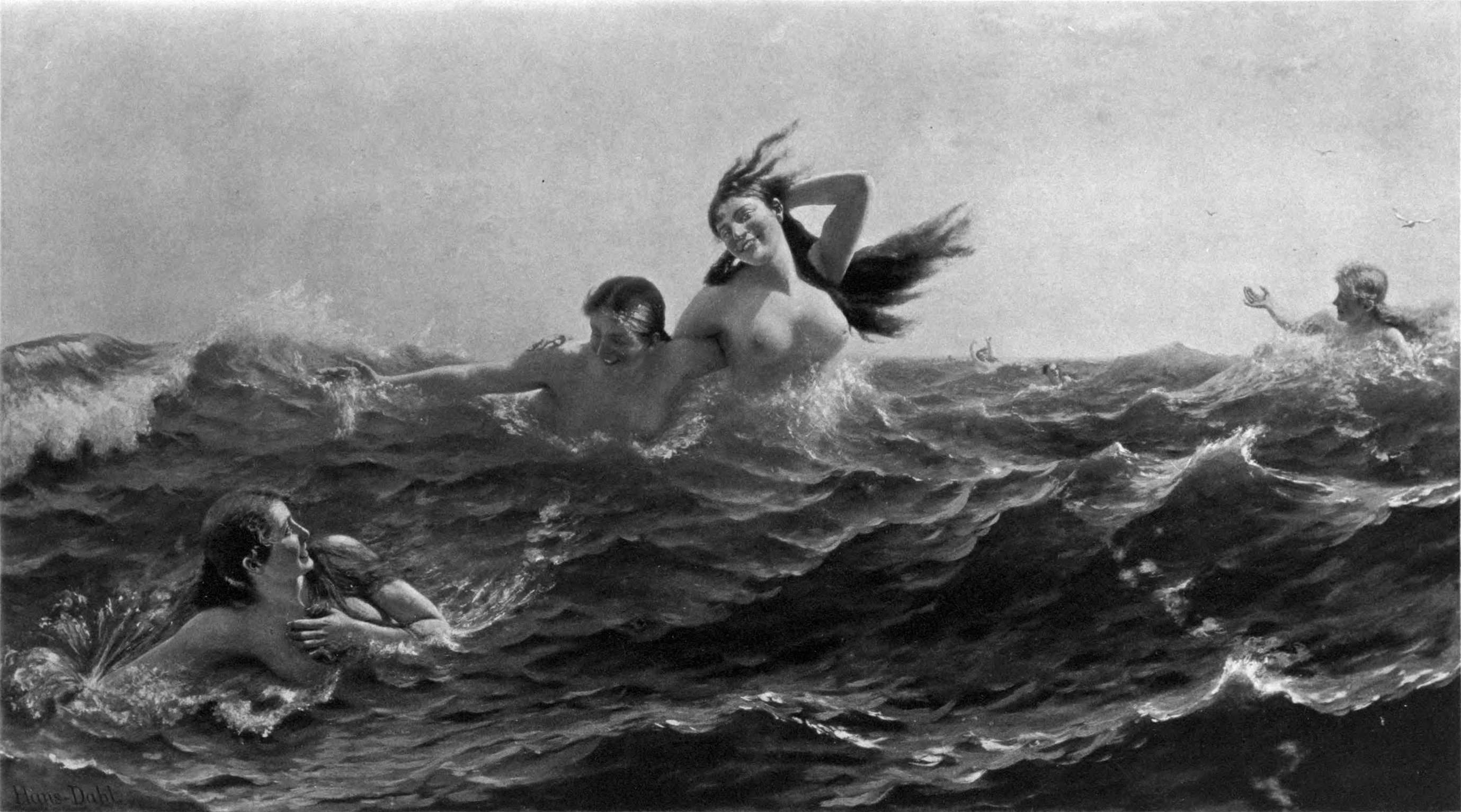
Rans döttrar.
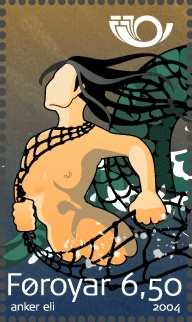
Färöiskt frimärke med bild på Ran.
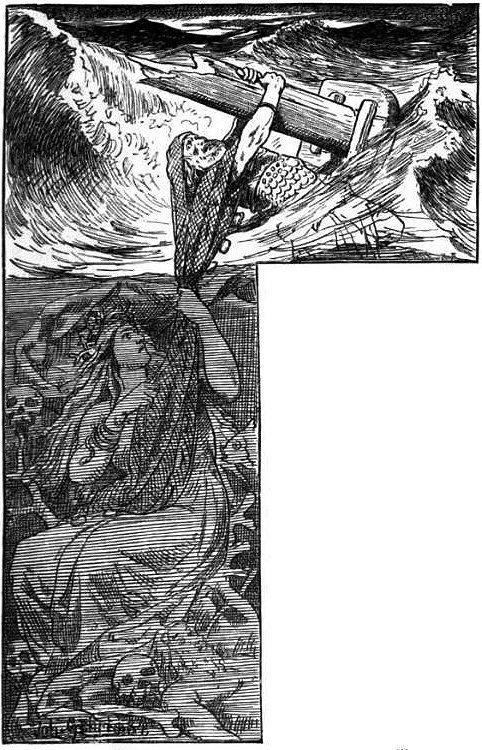
Ran av Johannes Gehrts.